# Єршовка (Камбарський район)
Єршо́вка (рос. Ершовка, удм. Ершовка) — село у складі Камбарського району Удмуртії, Росія.
Населення — 944 особи (2010; 1108 у 2002).
Національний склад:
- росіяни — 90 %